# Stanko Mihalič
Stanko Mihalič, slovenski partizan in generalpodpolkovnik JLA, * 8. december 1926, Potov Vrh, †  7. november 1998, Ljubljana.
Z narodnoosvobodilnim gibanjem je pričel sodelovati leta 1942. Avgusta 1943 je odšel v partizane. Po končani vojni je bil med drugim komandant divizije, načelnik šolskega centra in načelnik uprave oklepno-mehaniziranih enot generalštaba JLA, 1965 namestnik komandanta za zaledje v odredu JLA na Sinaju, ki je tam sodeloval v okviru mirovne operacije Organizacije združenih narodov  ter pomočnik komandanta 9. armade JLA za zaledje. V Beogradu je leta 1964 končal Višjo vojaško akademijo JLA, 1969 pa prav tam tudi Šolo ljudske obrambe.